# Adelaide 36ers
Die Adelaide 36ers sind eine professionelle Basketball-Mannschaft der australasischen National Basketball League (NBL) aus der im australischen Bundesstaat South Australia gelegenen Stadt Adelaide. Die Bezeichnung 36ers leitet sich von der offiziellen Ausrufung der Kolonie South Australia am 28. Dezember 1836 ab. Das 1982 gegründete Team, agierte im ersten Jahr seines Bestehens unter der Bezeichnung Adelaide City Eagles.

## Geschichte
Das Team gründete sich 1982 als Gemeinschaftsprojekt der Teams aus der halbprofesionellen Liga von South Australia. Die Basketball Association of South Australia stellte ein gemischtes Team zusammen das zur Saison 1982 unter der Bezeichnung Adelaide City Eagles erstmals antrat. Mit 15 Siegen und 11 Niederlagen in der regulären Saison wurden die Playoffs allerdings knapp verpasst. Vor der Saison 1984 fusionerte das Team mit den West Adelaide Bearcats zu den Adelaide 36ers und übernahm sechs ehemalige Bearcats-Spieler. In dieser Saison konnten erstmals die Playoffs erreicht werden, in denen das Team aber schon im Viertelfinale ausschied.

## Erfolge
- Bestes Team der regulären Saison (6): 1986, 1987, 1988, 1999, 2000, 2017
- NBL-Meister (4): 1986, 1998, 1999, 2002
- Playoff-Teilnahmen (26): 1984, 1985, 1986, 1987, 1988, 1989, 1991, 1993, 1994, 1995, 1996, 1998, 1999, 2000, 2001, 2002, 2003, 2004, 2005, 2006, 2009, 2014, 2015, 2017, 2018, 2025
- Final-Teilnahmen (8): 1985, 1986, 1994, 1998, 1999, 2002, 2014, 2018

## Saisonbilanzen
- Meister der NBL
- Vizemeister der NBL

| Saison  | Platz | Spiele | Siege | Niederlagen | Siegquote in % | PlayOffs                       |
| ------- | ----- | ------ | ----- | ----------- | -------------- | ------------------------------ |
| 1982    | 7     | 26     | 15    | 11          | 57,7           | nicht qualifiziert             |
| 1983    | 6     | 22     | 11    | 11          | 50,0           | nicht qualifiziert             |
| 1984    | 3     | 23     | 16    | 7           | 69,6           | im Viertelfinale verloren      |
| 1985    | 2     | 26     | 20    | 6           | 76,9           | im Finale verloren             |
| 1986    | 1     | 26     | 24    | 2           | 92,3           | im Finale gewonnen             |
| 1987    | 1     | 26     | 21    | 5           | 80,8           | im Halbfinale ausgeschieden    |
| 1988    | 1     | 24     | 19    | 5           | 79,2           | im Halbfinale ausgeschieden    |
| 1989    | 6     | 24     | 15    | 9           | 62,5           | im Viertelfinale ausgeschieden |
| 1990    | 9     | 26     | 11    | 15          | 42,3           | nicht qualifiziert             |
| 1991    | 4     | 26     | 16    | 10          | 61,5           | im Halbfinale ausgeschieden    |
| 1992    | 9     | 24     | 11    | 13          | 45,8           | nicht qualifiziert             |
| 1993    | 7     | 26     | 14    | 12          | 53,8           | im Viertelfinale ausgeschieden |
| 1994    | 4     | 26     | 18    | 8           | 69,2           | im Finale verloren             |
| 1995    | 4     | 26     | 17    | 9           | 65,4           | im Halbfinale ausgeschieden    |
| 1996    | 6     | 26     | 16    | 10          | 61,5           | im Halbfinale ausgeschieden    |
| 1997    | 7     | 30     | 14    | 16          | 46,7           | nicht qualifiziert             |
| 1998    | 2     | 30     | 19    | 11          | 63,3           | im Finale gewonnen             |
| 1998/99 | 1     | 26     | 18    | 8           | 69,2           | im Finale gewonnen             |
| 1999/00 | 1     | 28     | 22    | 6           | 78,6           | im Halbfinale ausgeschieden    |
| 2000/01 | 6     | 28     | 16    | 12          | 57,1           | im Halbfinale ausgeschieden    |
| 2001/02 | 3     | 30     | 17    | 13          | 56,7           | im Finale gewonnen             |
| 2002/03 | 5     | 30     | 16    | 14          | 53,3           | im Viertelfinale ausgeschieden |
| 2003/04 | 8     | 33     | 14    | 19          | 42,4           | im Viertelfinale ausgeschieden |
| 2004/05 | 4     | 32     | 19    | 13          | 59,4           | im Viertelfinale ausgeschieden |
| 2005/06 | 4     | 32     | 19    | 13          | 59,4           | im Viertelfinale ausgeschieden |
| 2006/07 | 11    | 33     | 11    | 22          | 33,3           | nicht qualifiziert             |
| 2007/08 | 9     | 30     | 14    | 16          | 46,7           | nicht qualifiziert             |
| 2008/09 | 6     | 30     | 15    | 15          | 50,0           | im Viertelfinale ausgeschieden |
| 2009/10 | 8     | 28     | 10    | 18          | 35,7           | nicht qualifiziert             |
| 2010/11 | 8     | 28     | 9     | 19          | 32,1           | nicht qualifiziert             |
| 2011/12 | 9     | 28     | 8     | 20          | 28,6           | nicht qualifiziert             |
| 2012/13 | 8     | 28     | 8     | 20          | 28,6           | nicht qualifiziert             |
| 2013/14 | 2     | 28     | 18    | 10          | 64,3           | im Finale verloren             |
| 2014/15 | 3     | 28     | 17    | 11          | 60,7           | im Halbfinale ausgeschieden    |
| 2015/16 | 5     | 28     | 14    | 14          | 50,0           | nicht qualifiziert             |
| 2016/17 | 1     | 28     | 17    | 11          | 60,7           | im Halbfinale ausgeschieden    |
| 2017/18 | 2     | 28     | 18    | 10          | 64,3           | im Finale verloren             |
| 2018/19 | 5     | 28     | 14    | 14          | 50,0           | nicht qualifiziert             |
| 2019/20 | 7     | 28     | 12    | 16          | 42,9           | nicht qualifiziert             |
| 2020/21 | 7     | 36     | 13    | 23          | 36,1           | nicht qualifiziert             |
| 2021/22 | 7     | 28     | 10    | 18          | 35,7           | nicht qualifiziert             |
| 2022/23 | 8     | 28     | 13    | 15          | 46,4           | nicht qualifiziert             |
| 2023/24 | 9     | 28     | 12    | 16          | 42,9           | nicht qualifiziert             |
| 2024/25 | 6     | 29     | 13    | 16          | 44,8           | im Viertelfinale ausgeschieden |

## Trainerhistorie
- Mike Osborne: 1982–1984
- Ken Cole: 1985–1986
- Gary Fox: 1987–1989
- Don Shipway: 1990–1992
- Don Monson: 1993
- Mike Dunlap: 1994–1996
- Dave Claxton: 1997
- Phil Smyth: 1998–2008
- Scott Ninnis: 2008–2010
- Marty Clarke: 2010–2013
- Joey Wright: 2013–2020
- Conner Henry: 2020–2021
- C. J. Bruton: 2021–2023
- Scott Ninnis: 2023–2024
- Mike Wells: 2024–aktuell

## Heimarena
Seit der Saison 2019/20 sind die Adelaide 36ers im Adelaide Entertainment Centre beheimatet, einer Mehrzweckhalle für bis zu 10.000 Zuschauern bei Basketballspielen. 
- Apollo Stadium (1982–1991)
- Titanium Security Arena (1992–2019)
- Adelaide Entertainment Centre (2019–aktuell)